# كودا روهان
كودا روهان (22 أغسطس 1867 – 30 يوليو 1947) كان روائي ياباني. اسمه الحقيقي هو شيغه يوكي. ولد كودا في طوكيو، وكان عضو في المعهد الإمبراطوري، وكان أول من حصل على وسام الثقافة الياباني. من أشهر أعماله فوريوبوتسو (風流仏)، تسويوداندان (露団々)، غوجونوطو (五重塔) رينكانكي (連環記) يوكي-تاكاكي (雪たたき)، إساناطوري (いさなとり).

## وصلات خارجية
- كودا روهان على موقع الموسوعة البريطانية (الإنجليزية)

كودا روهان  على قاعدة بيانات الخيال التأملي على الإنترنت
- معهد كودا روهان للأبحاث (باللغة اليابانية)